# 博布島
64°56′S 63°26′W / 64.933°S 63.433°W
博布島是南極洲的島嶼，位於帕默群島中溫克島的埃雷拉角東南面7公里，長2公里，最高點海拔高度145米，該島嶼在1898年由比利時的探險隊測量。